# Dolmen di Sa Coveccada
Il dolmen di Sa Covaccada o S'Accovaccada (dal sardo, "ciò che è coperto") è un monumento archeologico situato in un ampio tavolato trachitico del Meilogu, regione storico-geografica della Sardegna, appartenente amministrativamente al comune di Mores da cui dista circa sette chilometri.
Sia per le notevoli dimensioni, sia perché considerato elemento importante nell'evoluzione delle architetture sepolcrali della preistoria della Sardegna, il dolmen di Sa Covaccada è considerato uno tra i più importanti al mondo. Al di fuori dell'isola si possono trovare raffronti con i dolmen della necropoli di Ala Safat in Cisgiordania e con quello di Coste-Rouge, nell'Hérault in Francia.
Assieme ad altre aree archeologiche prenuragiche, nel 2025 il sito è stato inserito nell'elenco dei patrimoni dell'umanità dell'UNESCO.

## Descrizione
Realizzato in trachite tufacea grigio-rosa, il monumento presenta pianta rettangolare dalle dimensioni di m 5 x 2,20 ed è formato da tre grandi lastre ortostatiche ben squadrate, collocate verticalmente in appositi canali di alloggiamento predisposti nel suolo roccioso prima della posa. Poggiato sopra, ad un'altezza di 2 m e 10, un quarto lastrone di m 6 x 3 x 0,60 del peso di circa 18 tonnellate funge da copertura. È andata perduta la parete posteriore del dolmen e la relativa copertura, che doveva raggiungere un peso di circa 27 tonnellate.
L'accesso al dolmen era garantito da un'apertura piuttosto piccola (0,50 x 0,50), ricavata nella lastra frontale, ma adeguata all'introduzione dei defunti nella camera funeraria. Il vano interno, che misura m 4,18 per 1,14, fungeva da tomba collettiva e i cadaveri venivano introdotti al suo interno solo dopo un processo di scarnificazione. Alla sinistra del varco, all'interno del vano, una nicchia ricavata nella parete sembra funzionale alla deposizione del corredo funerario e delle offerte. 

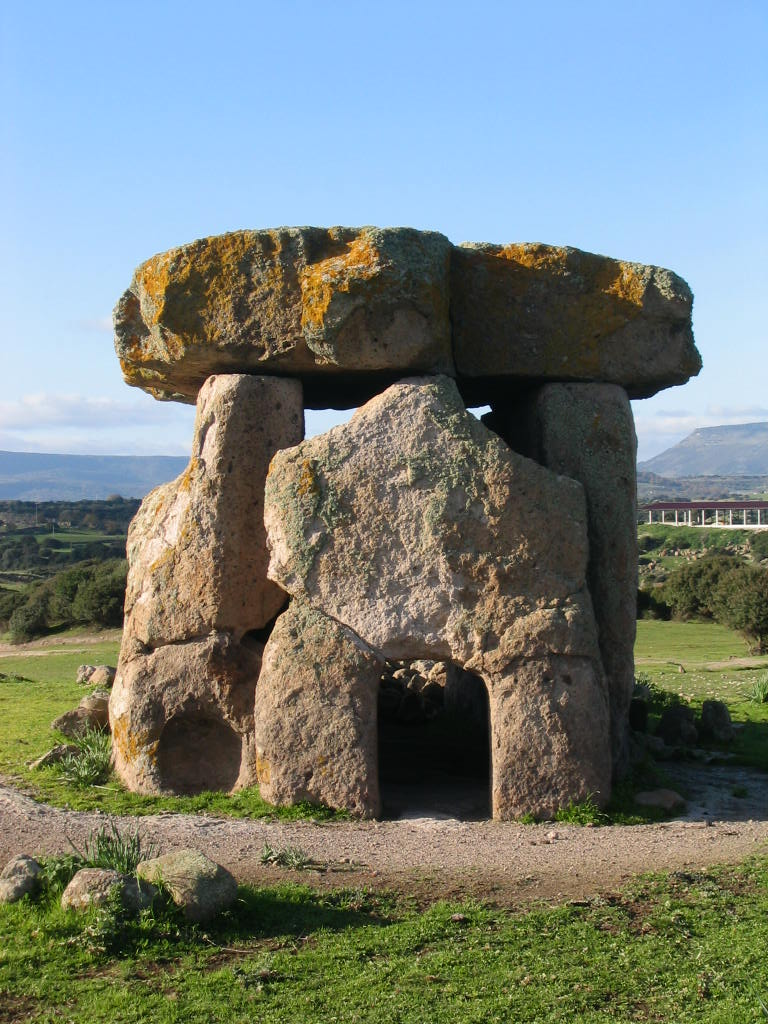
Vista frontale del dolmen

In assenza di depositi stratigrafici, quindi sulla base di confronti tipologici e degli esigui reperti ceramici rinvenuti, si ritiene che il monumento sia ascrivibile alla cultura di Ozieri del Neolitico recente (3500-2900 a.C.). Il dolmen infatti venne edificato nel periodo che vide il graduale superamento delle domus de janas, tombe ipogeiche, a favore delle costruzioni subaeree come appunto i dolmen e le simili allée couvertes. Un'ulteriore evoluzione delle architetture sepolcrali, in particolare l'aggiunta della stele anteriore e dell'esedra, portò alla tipologia impiegata nelle tombe dei giganti.

## Ilmenhir
A circa un centinaio di metri dal dolmen è presente un menhir, riverso sul terreno e spezzato in diversi tronconi. Anch'esso realizzato con pietra del luogo, ossia in trachite tufacea, risulta accuratamente lavorato col metodo chiamato "a martellina". Ha una sezione rettangolare da 125 per 86 cm e originariamente aveva un'altezza di m 2 e 40.

## Il restauro

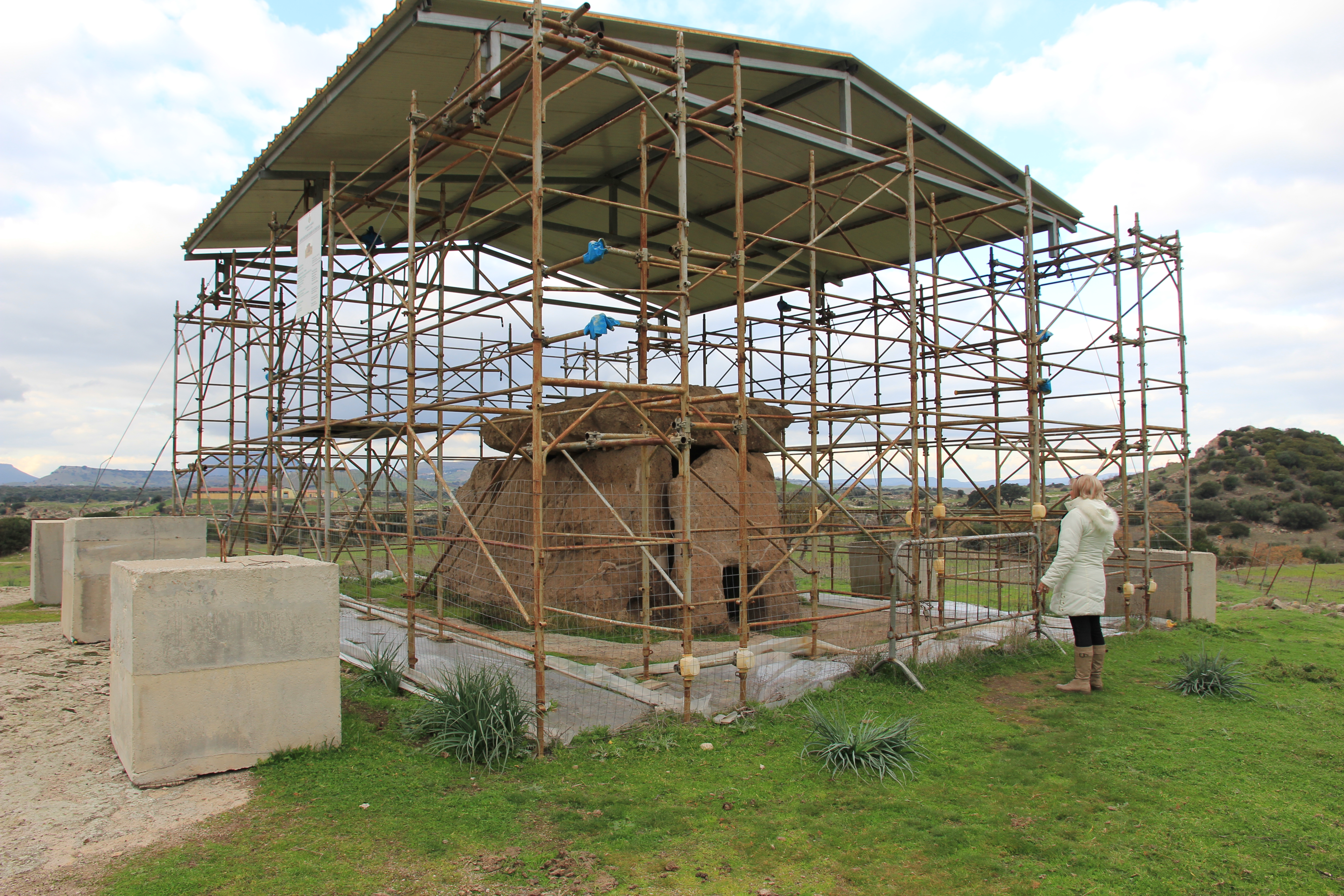
Il dolmen durante i lavori di restauro

In seguito ad un accurato monitoraggio della struttura del dolmen che ha evidenziato problematiche di disequilibrio statico dovute a molteplici concause, nel 2011 il monumento è divenuto oggetto di una complessa operazione di restauro conservativo monitorato dal MIBAC, che ha visto coinvolti tecnici ed esperti della Soprintendenza per i beni archeologici per le province di Sassari e Nuoro, coadiuvati da archeologi, architetti, restauratori, geologi, geofisici e geoingegneri oltre che da un esperto dell'Opificio delle pietre dure di Firenze.

L'intervento ha mirato non soltanto al ripristino dei parametri di sicurezza del dolmen ma anche ad un'adeguata valorizzazione dell'intera area archeologica di Sa Coveccada, compresa l'acquisizione di un'area circostante di circa dodici ettari.